# Rathaus (Aßling)

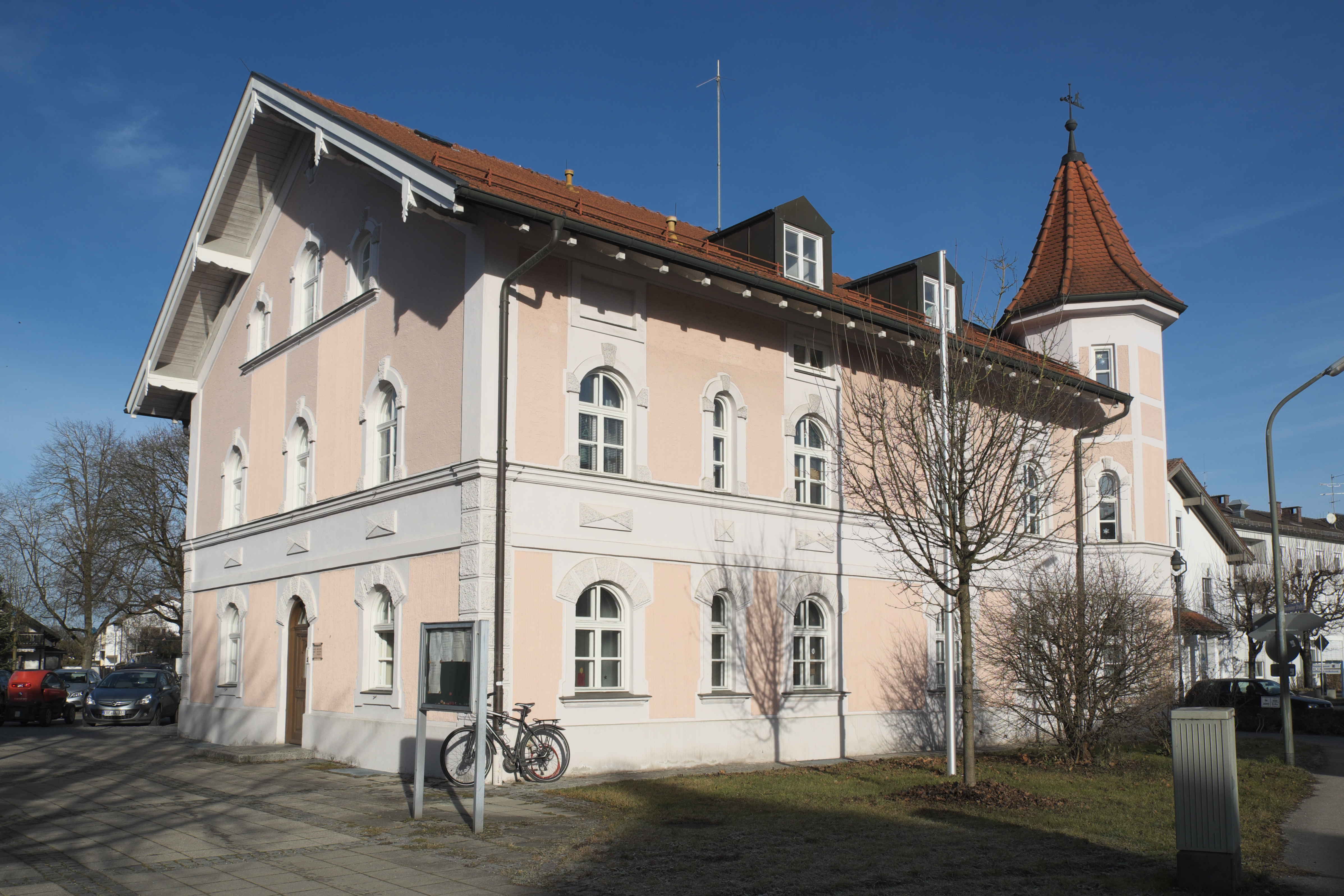
Rathaus in Aßling

Das Rathaus in Aßling, einer Gemeinde im oberbayerischen Landkreis Ebersberg, wurde 1904 als Wohnhaus errichtet. Das heutige Rathaus an der Bahnhofstraße 1 ist ein geschütztes Baudenkmal. 
Der villenartige Satteldachbau mit zwei Geschossen und Mezzanin hat polygonale Ecktürmchen und Lauben. 
Das Gebäude nimmt Formen des Heimat- und Jugendstils auf.